# فانيسوا ييسا
فانيسوا ييسا (بالإنجليزية: Faniswa Yisa)‏، هي مُمثلة ومُخرجة جنوب أفريقية. درست فانيسوا السينما في مدرسة الدراما التابعة لجامعة كيب تاون خلال الفترة (1998-2000). وقد شاركت ضمن العديد من الأعمال السينمائية أبرزها كان فيلم جلد [الإنجليزية] سنة 2008، ومدينة المفصل سنة 2019 وفيلم عطلة في البرية [الإنجليزية] في نفس السنة أيضا. رُشحت ييسا سنة 2020 للتنافس على جائزة الأكاديمية الأفريقية للأفلام لأفضل ممثلة في دور مساعد عن دورها في فيلم مدينة المفصل.

## قائمة أعمالها
شاركت فانيسوا ييسا في عدة أفلام سينمائية، أبرزها كان:
- فيلم جلد [الإنجليزية]، صدر سنة 2008.
- عطلة في البرية [الإنجليزية]، صدر سنة 2019.
- مدينة المفصل، صدر سنة 2020.

## روابط خارجية
- فانيسوا ييسا على موقع IMDb (الإنجليزية)
- فانيسوا ييسا على موقع قاعدة بيانات الفيلم (الإنجليزية)